# Церква Воскресіння Христового (Вістря)

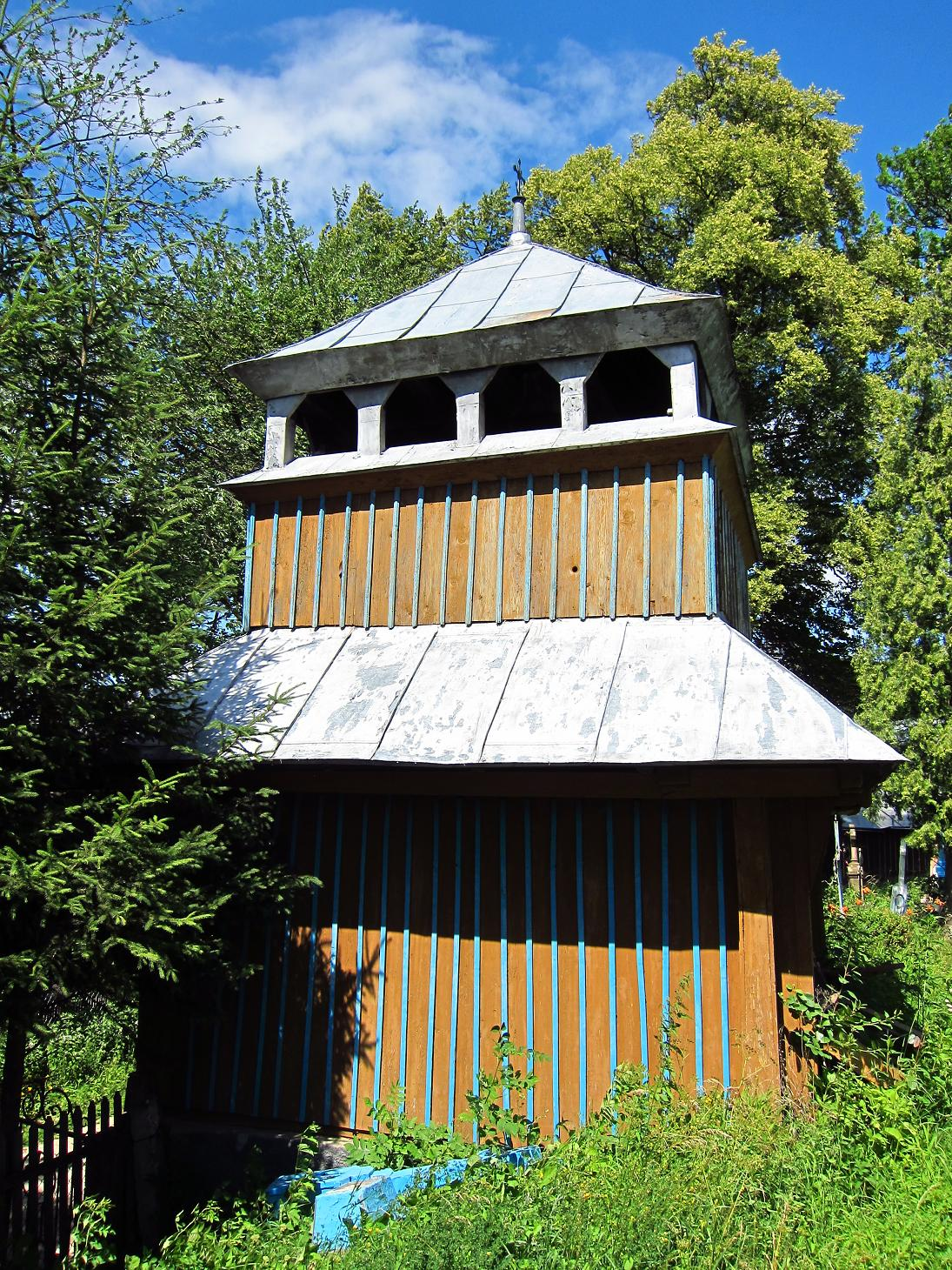
Дзвіниця церкви

Церква Воскресіння Христового у Вістрі — парафія і храм православної громади Монастириського деканату Тернопільсько-Бучацької єпархії Православної церкви України в селі Вістря Коропецької громади Чортківського району Тернопільської области.

## Історія церкви
У 1730 р. в Острі вже існувала каплиця. 
Дерев'яна церква збудована в 1754 р., відреставрована  1775 р. 
З 1785 року велися метричні книги.
Парафія і храм входили до Товмацького [1832—1842] та Устецького [1843—1885] деканатів. У 1885 році вона відійшла до новоствореної Станиславівської єпархії.
Кількість вірян: 1832 — 634, 1844 — 826, 1854 — 882, 1864 — 1004, 1874 — 1011, 1884 — 1048.

## Опис
Церква класично тридільна, однокупольна.

## Парохи
- о. Василь Терлецький ([1832], капелан)
- о. Григорій Новодворський ([1832—1836], адміністратор)
- о. Василь Палатинський ([1838|—1839)
- о. Софрон Глібовицький (1839—1841, адміністратор)
- о. Антін Сірецький (1841—1845, адміністратор)
- о. Микола Танцаковський (1845—1847, адміністратор)
- о. Антін Зарицький (1847—1891, 1891—1902+ настоятель)
- о. Степан Бачинський — нині.